# Минин, Игорь Владимирович (деятель образования)
И́горь Владими́рович Ми́нин (род. 1971) — российский деятель высшего образования, кандидат исторических наук, доцент.

## Биография
В 1993 году окончил Сыктывкарский государственный университет по специальности «История», в 1999 году — аспирантуру Санкт-Петербургского государственного университета. Под руководством И. Я. Фроянова защитил кандидатскую диссертацию «Крещение Руси в трудах отечественных историков XVIII — начала XX вв.».
В период с 1993 по 2012 годы работал в Сыктывкарском государственном университете (с перерывом на очное обучение в аспирантуре исторического факультета СПбГУ). Занимал должности от стажёра-исследователя до доцента кафедры и заместителя проректора по учебной работе — начальника управления.
С 2012 по 2014 гг. занимал должность директора Сыктывкарского гуманитарно-педагогического колледжа имени И. А. Куратова.
24 ноября 2014 года назначен на должность заместителя Министра образования Республики Коми.
10 ноября 2015 года назначен исполняющим обязанности ректора Коми республиканской академии государственной службы и управления. 15 марта 2016 года назначен ректором Коми республиканской академии государственной службы и управления.
Полномочия прекращены 1 февраля 2017 года.